# یواس‌اس الراد (اف‌اف‌جی-۵۵)
یواس‌اس الراد (اف‌اف‌جی-۵۵) (به انگلیسی: USS Elrod (FFG-55)) یک کشتی است که طول آن ۴۵۳ فوت (۱۳۸ متر) می‌باشد. این کشتی در سال ۱۹۸۴ ساخته شد.